# Peter Utzschneider
Peter Utzschneider (n. 6 martie 1946, Murnau am Staffelsee, zona de ocupație americană în Germania⁠(d), Germania) este un bober ce a reprezentat Germania de Vest, medaliat olimpic. A participat la 3 ediții ale Jocurilor Olimpice (1968, 1972, 1976) în care a câștigat o medalie de aur și două medalii de bronz.